# 無限 (和太鼓奏者)
無限（むげん）は、日本の和太鼓奏者ユニット。

## 概要
- 2005年6月に花原京正、花原秀正、古里祐一郎による和太鼓グループ「無限」を結成。
- 2008年から「explosion」と称し自主企画ライヴを定期的に行う。
- 2012年2月、めざましテレビへの出演をきっかけにアーティスト本人の交渉によりアヴリル・ラヴィーンのジャパンツアーに参加。
- 2014年2月、再びアヴリル・ラヴィーンのジャパンツアー全公演に参加。
- メンバー全員が株式会社太鼓センターで和太鼓の講師をしている。

## メンバー
- 花原京正（はなはら きよまさ、5月27日 - ）
滋賀県出身。無限のリーダー。
- 花原秀正（はなはら ひでまさ、5月7日 - ）
滋賀県出身。
- 古里祐一郎（ふるさと　ゆういちろう、1月23日 - ）
神奈川県出身。

## 出演

### TV
- めざましテレビ（フジテレビ 2012年2月-）
- はなまるマーケット（TBS 2013年10月-）

### その他
- 東京ドームふるさと祭